# Orfordville (Wisconsin)
Orfordville es una villa ubicada en el condado de Rock en el estado estadounidense de Wisconsin. En el Censo de 2010 tenía una población de 1.442 habitantes y una densidad poblacional de 477,09 personas por km².

## Geografía
Orfordville se encuentra ubicada en las coordenadas 42°37′45″N 89°15′25″O / 42.62917, -89.25694. Según la Oficina del Censo de los Estados Unidos, Orfordville tiene una superficie total de 3.02 km², de la cual 3.02 km² corresponden a tierra firme y (0%) 0 km² es agua.

## Demografía
Según el censo de 2010, había 1.442 personas residiendo en Orfordville. La densidad de población era de 477,09 hab./km². De los 1.442 habitantes, Orfordville estaba compuesto por el 96.12% blancos, el 0.62% eran afroamericanos, el 0.07% eran amerindios, el 0.28% eran asiáticos, el 0% eran isleños del Pacífico, el 1.94% eran de otras razas y el 0.97% pertenecían a dos o más razas. Del total de la población el 4.37% eran hispanos o latinos de cualquier raza.